# エセックス郡 (バージニア州)
エセックス郡（英: Essex County）は、アメリカ合衆国バージニア州の東部に位置する郡である。2010年国勢調査での人口は11,151人であり、2000年の9,989人から11.6%増加した。郡庁所在地はタッパハノック町（人口2,375人）であり、同郡で唯一の法人化町でもある。

## 歴史
エセックス郡は1692年にラッパハノック郡から分離して設立された。郡名は、イングランドのエセックス州あるいはエセックス伯のどちらかから採られた。

## 地理
アメリカ合衆国国勢調査局に拠れば、郡域全面積は286平方マイル (740.7 km2)であり、このうち陸地258平方マイル (668.2 km2)、水域は28平方マイル (72.5 km2)で水域率は9.84%である。主要な町であるタッパハノックはラッパハノック川沿いに広がっている。

### 主要高規格道路
- アメリカ国道17号線
- アメリカ国道360号線

### 隣接する郡
- ウェストモアランド郡 - 北
- リッチモンド郡 - 北東
- ミドルセックス郡 - 南東
- キングアンドクイーン郡 - 南
- キャロライン郡 - 西
- キングジョージ郡 - 北西

### 国立保護地域
- ラッパハノック川バレー国立野生生物保護区（ハッチンソンとトマスの部分）

## 人口動態
以下は2000年国勢調査による人口統計データである。
| 基礎データ - 人口: 9,989人 - 世帯数: 3,995 世帯 - 家族数: 2,740 家族 - 人口密度: 15人/km2（39人/mi2） - 住居数: 4,926軒 - 住居密度: 7軒/km2（19軒/mi2） 人種別人口構成 - 白人: 57.96% - アフリカン・アメリカン: 39.04% - ネイティブ・アメリカン: 0.55% - アジア人: 0.81% - 太平洋諸島系: 0.03% - その他の人種: 0.32% - 混血: 1.28% - ヒスパニック・ラテン系: 0.72% 年齢別人口構成 - 18歳未満: 22.9% - 18-24歳: 7.0% - 25-44歳: 27.0% - 45-64歳: 25.7% - 65歳以上: 17.3% - 年齢の中央値: 40歳 - 性比（女性100人あたり男性の人口） - 総人口: 89.9 - 18歳以上: 88.2 | 世帯と家族（対世帯数） - 18歳未満の子供がいる: 28.0% - 結婚・同居している夫婦: 50.7% - 未婚・離婚・死別女性が世帯主: 14.0% - 非家族世帯: 31.4% - 単身世帯: 26.1% - 65歳以上の老人1人暮らし: 11.3% - 平均構成人数 - 世帯: 2.46人 - 家族: 2.95人 収入と家計 - 収入の中央値 - 世帯: 37,395米ドル - 家族: 43,588米ドル - 性別 - 男性: 29,736米ドル - 女性: 22,253米ドル - 人口1人あたり収入: 17,994米ドル - 貧困線以下 - 対人口: 11.2% - 対家族数: 7.7% - 18歳未満: 16.8% - 65歳以上: 11.8% |

## 町
- タッパハノック - 郡庁所在地

### 未編入の町
| - ブランドフィールド - ブレイズフォーク - ボーラーズワーフ - バティロ - キャレット | - センタークロス - シャンプレーン - ダンブルック - ダンズビル - ハッスル | - レーンビュー（ミドルセックス郡に跨る） - ロレット - ミラーズタバーン - パッシング（キャロライン郡に跨る） - サプライ | - ウェアズワーフ |

## 教育
郡内の公共教育はエセックス郡公共教育学区が管轄している。次の学校が入っている。
- タッパハノック小学校（幼稚園前から4年生）[5]
- エセックス中間学校（5年生から8年生）[6]
- エセックス高校（9年生から12年生）[7]

その他に次の学校がある。
- セントマーガレッツ・スクール（8年生から12年生、女子高）[8]
- タッパハノック・ジュニア・アカデミー（幼稚園から10年生）[9]
- エイレット・カントリー・デイスクール（幼稚園前から8年生）[10]

## 著名な出身者
- ロバート・マーサー・タリアフェロー・ハンター（1809年-1887年）、アメリカ合衆国下院議長、アメリカ連合国国務長官などを歴任
- クリス・ブラウン、R&B歌手、グラミー賞候補、郡内で生まれ育った